# Maharishi Mahesh Yogi
Maharishi Mahesh Yogi (født 12. januar 1918, død 5. februar 2008) blev født i Indien og lærte Transcendental Meditation af sin lærer Guru Dev. Han udbredte teknikken transcendental meditation til hele verden og grundlagde skoler til udbredelse af teknikken.
Maharishi havde en universitetsgrad i fysik. I midten af 1950'erne begyndte han selv at udbrede meditationsteknikken, som han senere navngav transcendental meditation. I 1957 grundlagde han i den indiske by Madras en bevægelse ved navn Den Spirituelle Genfødelsesbevægelse og modtog så positiv feedback, at han besluttede sig for at drage ud i verden og udbrede sin lære.
Den første verdensturné bragte Maharishi gennem en række lande i det sydøstlige Asien via Hawaii til Californien. Her fik han et holdepunkt, han flere gange senere vendte tilbage til. Op igennem 1960'erne og 1970'erne foretog han flere rejser for at udbrede transcendental meditation og blev et stort navn i 1960'ernes alternative kredse. En række kendte personer opsøgte ham og var i kortere eller længere tid disciple af ham. Blandt disse kan nævnes musikerne i The Beach Boys og The Beatles, sangeren Donovan og filmfolkene Mia Farrow, Clint Eastwood og David Lynch. Ikke mindst forbindelsen til The Beatles gav Maharishi stor offentlig bevågenhed. Gruppen rejste med ham til Rishikesh i Indien, hvor han holdt kurser. Der opstod uoverensstemmelser mellem især John Lennon og Maharishi, formentlig i forbindelse med planer om en film og økonomi. Efter opholdet i Rishikesh var Beatles meget produktiv og udgav The White Album. De øvrige Beatles-medlemmer har siden genoptaget kontakten til Maharishi, og Paul McCartney og Ringo Starr støtter i dag Transcendental Meditation sammen med David Lynch. Mange nuværende og tidligere præsidenter anbefaler TM, heriblandt Narendra Modi, Indiens premierminister, Dilma Rousseff, Brasiliens præsident, tidligere premierminister Hatoyama i Japan, ligesom Bill Clinton støtter David Lynch Foundations programmer. Mange filminstruktører og skuespillere anbefaler TM.
Teknikken er grundigt videnskabeligt undersøgt og har vist positive virkninger på eksempelvis forhøjet blodtryk, PTSD, ADHD, stress, slagtilfælde og for tidlig død. Den amerikanske hjerteforening AHA udgav april 2013 en rapport, hvori de beskriver, at TM er den eneste meditationsteknik med dokumenteret virkning på forhøjet blodtryk. Alle andre teknikker inklusive Mindfulness havde ingen dokumentarbar virkning. Flere undersøgelser har vist cost-benefit fordele, som alle peger på, at sundheden vil forbedres væsentligt, hvis TM bliver en del af forebyggelse og behandling i det etablerede sundhedssystem.
Maharishi har haft succes med at udbrede sin lære gennem uddannelsen af mediationslærere, som underviser i teknikken i alle verdens lande, heriblandt Danmark. Dertil kommer, at  Maharishi skrev en række bøger og kommenterede traditionelle hinduistiske værker, herunder Bhagavad Gita. Han afholdt kurser og grundlagde i Santa Barbara i Californien et Maharishi-universitet, som fortsat eksisterer (siden flyttet til Iowa og hedder nu Maharishi University of Management).
Foreningen for Transcendental Meditation i Danmark har sin egen hjemmeside, hvor man kan finde informationer om kurser og foredrag over hele landet.
Sine sidste år levede Maharishi i Holland, hvor han døde af naturlige årsager.